# 張銳輝

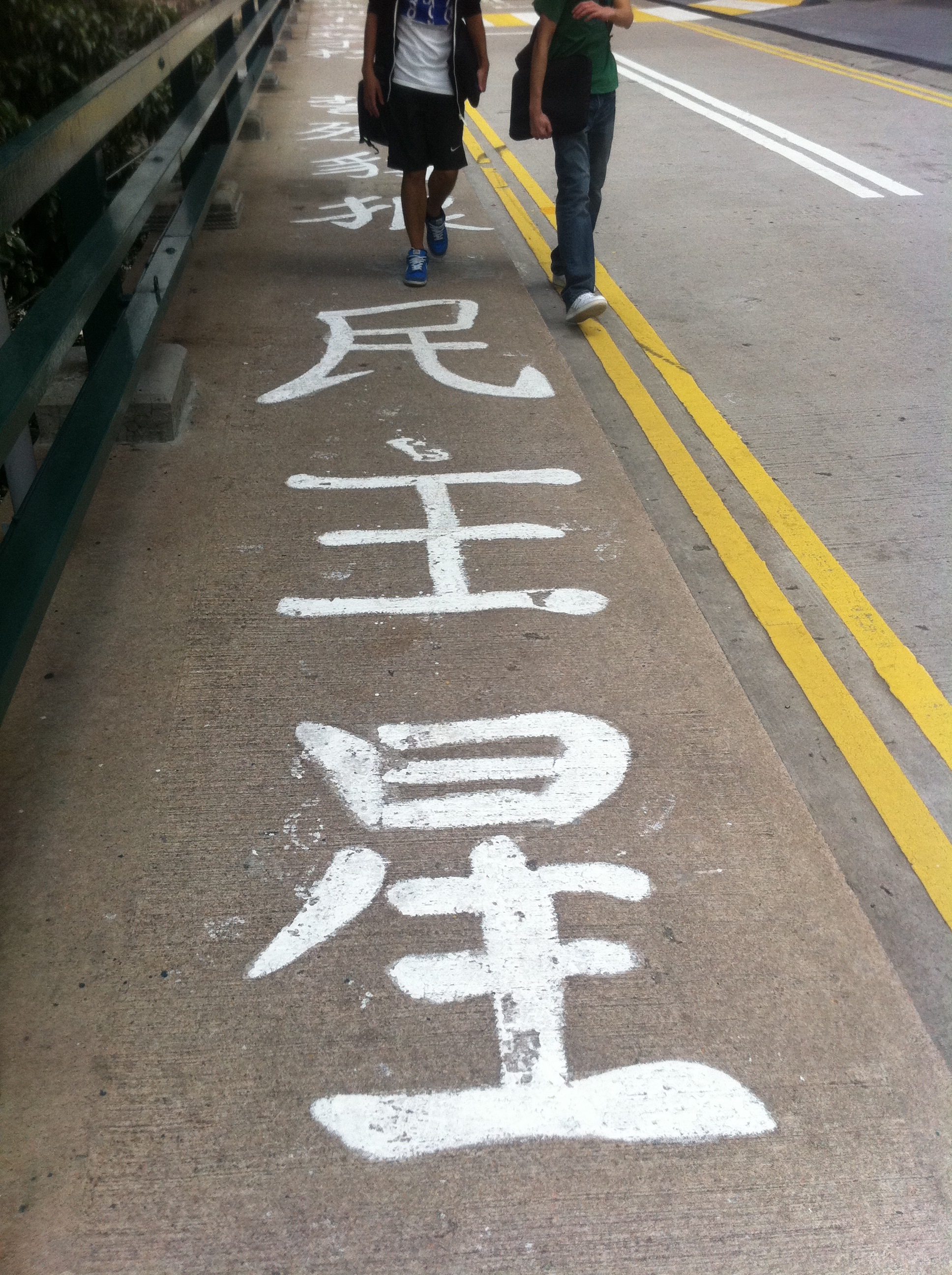
張銳輝的墨寶

張銳輝，香港教育專業人員協會研究部主任，香港通识教育教师联会主席，曾於保良局李城璧中學擔任通識科教師。早年就讀荃灣官立中學，後來入讀香港大學，是1991年香港大學學生會會長。
他于1989年，在太古堂對面的太古橋上的黑布上寫了二十個白色字「冷血屠城烈士英魂不朽，誓殲豺狼民主星火不滅」，譴責中共軍隊在北京屠殺學生和市民，但字跡穿過白布留在橋上。每年六四週年前夕，港大學生都會為這二十字重新上色。